# Topmodel (Bỉ mùa 1)
Topmodel, mùa 1 là mùa đầu tiên của series thực tế của Topmodel được host bởi Ingrid Seynhaeve. Mười thí sinh sống cùng nhau trong một căn hộ sang trọng.
Trái ngược với America's Next Top Model, host không phải là thành viên của ban giám khảo. Ghislaine Nuytten là chủ tịch của ban giám khảo và đã gọi cho các cô gái vào vòng tiếp theo  tại ban giám khảo. Hai thí sinh cuối cùng sau đó chính thức được đề cử để loại, với Marc Douchez từ Dominique Models có lời nói cuối cùng với người về nhà và người ở lại.
Điểm đến quốc tế mùa này là Tenerife dành cho top 8 (top 6) và New York cho top 3.
Người chiến thắng là Hanne Baekelandt, 20 tuổi từ Sint-Amandsberg. Cô giành được các phần thưởng là: 1 hợp đồng người mẫu và đại diện cho Dominique Models trị giá €25.000, xuất hiện trên tạp chí Glam*It và chiến dịch quảng cáo cho L'Oréal.

## Các thí sinh
(Độ tuổi tính từ ngày dự thi)
| Thí sinh               | Tuổi | Chiều cao               | Quê quán        | Bị loại ở | Hạng |
| ---------------------- | ---- | ----------------------- | --------------- | --------- | ---- |
| Jessie Colman          | 22   | 1,70 m (5 ft 7 in)      | Ghent           | Tập 3     | 10   |
| An Voorhoof            | 22   | 1,83 m (6 ft 0 in)      | Drongen         | Tập 4     | 9    |
| Tess Gonnissen         | 17   | 1,76 m (5 ft 9+1⁄2 in)  | Bevel           | Tập 5     | 8    |
| Elisa Guarraci         | 16   | 1,72 m (5 ft 7+1⁄2 in)  | Genk            | Tập 6     | 7–6  |
| Kelly Van den Kerchove | 21   | 1,70 m (5 ft 7 in)      | Ostend          | Tập 6     | 7–6  |
| Eveline Dewinter       | 17   | 1,79 m (5 ft 10+1⁄2 in) | Vlierzele       | Tập 7     | 5    |
| Michèle Vanhooren      | 17   | 1,74 m (5 ft 8+1⁄2 in)  | Brussels        | Tập 8     | 4    |
| Ine Nijs               | 18   | 1,74 m (5 ft 8+1⁄2 in)  | Hasselt         | Tập 10    | 3–2  |
| Valérie Debeerst       | 17   | 1,75 m (5 ft 9 in)      | Sint-Pieters    | Tập 10    | 3–2  |
| Hanne Baekelandt       | 20   | 1,70 m (5 ft 7 in)      | Sint-Amandsberg | Tập 10    | 1    |

## Kết quả
| Thứ tự | Tập     | Tập     | Tập     | Tập     | Tập         | Tập     | Tập     | Tập         |
| Thứ tự | 2       | 3       | 4       | 5       | 6           | 7       | 8       | 10          |
| ------ | ------- | ------- | ------- | ------- | ----------- | ------- | ------- | ----------- |
| 1      | Ine     | Ine     | Elisa   | Eveline | Ine         | Michèle | Ine     | Hanne       |
| 2      | Tess    | An      | Michèle | Hanne   | Valérie     | Ine     | Hanne   | Ine Valérie |
| 3      | Eveline | Michèle | Tess    | Ine     | Eveline     | Valérie | Valérie | Ine Valérie |
| 4      | Jessie  | Hanne   | Eveline | Valérie | Michèle     | Hanne   | Michèle |             |
| 5      | Hanne   | Elisa   | Kelly   | Elisa   | Hanne       | Eveline |         |             |
| 6      | Michèle | Kelly   | Hanne   | Michèle | Elisa Kelly |         |         |             |
| 7      | Elisa   | Eveline | Ine     | Kelly   | Elisa Kelly |         |         |             |
| 8      | Kelly   | Valérie | Valérie | Tess    |             |         |         |             |
| 9      | An      | Tess    | An      |         |             |         |         |             |
| 10     | Valérie | Jessie  |         |         |             |         |         |             |

     Thí sinh bị loại
     Thí sinh chiến thắng cuộc thi
- Tập 1 & 2 là tập casting
- Ở tập 5, Michèle, Hanne, Kelly & Elisa được bầu cử cho việc loại trừ. Cuối cùng, Marc quyết định cứu Michèle & Hanne và loại Kelly & Elisa
- Ở tập 6, Hanne & Valérie không được tới Tenerife cùng với những người khác. Vì vậy mà họ đã phải tham gia vào một buổi chụp hình khác.
- Ở tập 9, không có buổi loại trừ được diễn ra.

### Buổi chụp hình
- Tập 2: Ảnh chân dung trắng đen tự nhiên; Sang trọng trong căn hộ (casting)
- Tập 3: Ảnh chân dung biểu cảm
- Tập 4: Quyến rũ trong đồ lót
- Tập 5: Chuyển động trong váy ở bãi biển Tenerife
- Tập 6: Tarzan & Jane; Ảnh chân dung vẻ đẹp ở hồ
- Tập 7: Quảng cáo sản phẩm
- Tập 8: Tiếp viên hàng không cổ điển với phi công theo nhóm
- Tập 9: Ảnh quảng cáo cho L'Oreal
- Tập 10: Ảnh bìa tạp chí Glam*it